# Vuelta Ciclista del Uruguay 1981
La 38.ª edición de la Vuelta Ciclista del Uruguay se disputó entre el 10 y el 19 de abril de 1981.

## Etapas
| Etapa | Fecha       | Recorrido                  | km       | Ganador (equipo)           |
| 1.ª   | 10 de abril | Contrarreloj en Montevideo | 6 (CRI)  | Fabio Parra (Colombia)     |
| 2.ª   | 11 de abril | Montevideo-Minas           | 156,4    | Federico Moreira (Maroñas) |
| 3.ª   | 12 de abril | Minas-Treinta y Tres       | 162,1    | Alberto Larroca (Fénix)    |
| 4.ª   | 13 de abril | Treinta y Tres-Melo        | 113,1    | Ricardo Calleri (América)  |
| 5.ª A | 14 de abril | Melo-Tacuarembó            | 140,1    | Thierry Desevres (Francia) |
| 5.ª B | 14 de abril | Contrarreloj en Tacuarembó | 15 (CRI) | Fabio Parra (Colombia)     |
| 6.ª   | 15 de abril | Tacuarembó-Paysandú        | 184,5    | Mario Pereyra (América)    |
| 7.ª   | 16 de abril | Paysandú-Mercedes          | 170      | Alain Hivert (Francia)     |
| 8.ª   | 17 de abril | Mercedes-Durazno           | 180,2    | Patrick Louet (Francia)    |
| 9.ª   | 18 de abril | Durazno-San José           | 154,1    | Thierry Desevres (Francia) |
| 10.ª  | 19 de abril | San José-Montevideo        | 163,5    | Gilson Alvaristo (Caloi)   |

### Clasificación individual
| Pos. | Ciclista          | Equipo                       | Tiempo           |
| ---- | ----------------- | ---------------------------- | ---------------- |
| 1.º  | Alcides Echeverri | Club Ciclista Maroñas        | 36 h 34 min 20 s |
| 2.º  | Rafael Acevedo    | Colombia                     | a 3 min 31 s     |
| 3.º  | Héctor Scayola    | Belo Horizonte               | a 4 min 48 s     |
| 4.º  | Thierry Desevres  | Francia                      | a 7 min 32 s     |
| 5.º  | Cristóbal Pérez   | Colombia                     | a 9 min 31 s     |
| 6.º  | Federico Moreira  | Club Ciclista Maroñas        | a 9 min 41 s     |
| 7.º  | José Sabattini    | Club Atlético Policial       | a 10 min 30 s    |
| 8.º  | Waldemar Correa   | Club Ciclista General Hornos | a 11 min 27 s    |
| 9.º  | Héctor Villegas   | Belo Horizonte               | a 11 min 28 s    |
| 10.º | Carlos Alcántara  | Club Ciclista El Límite      | a 12 min 03 s    |

### Clasificación por equipos
| Pos. | Equipo         | Tiempo            |
| ---- | -------------- | ----------------- |
| 1.º  | Colombia       | 110 h 04 min 44 s |
| 2.º  | Belo Horizonte | a 7 min 57 s      |
| 3.º  | Francia        | a 39 min 14 s     |